# 량규사
랑규사(梁圭史, 1978년 6월 3일~)는 재일 한국인 축구 선수이며, 포지션은 공격수이다. 일본 오카야마현 구라시키시 출신으로 울산 현대에 2001년 입단했지만 K리그에서 단 한 경기의 공식경기에도 출전하지 못했다.